# Dmitrij Drevin
Dmitrij Nikolajevitj Drevin (ryska: Дмитрий Николаевич Древин) född den 10 januari 1982 i Tjeboksary, Ryssland, är en rysk gymnast.
Han tog OS-brons i lagmångkampen i samband med de olympiska gymnastiktävlingarna 2000 i Sydney.